# Citroën 2CV
A Citroën 2CV a francia Citroën autógyár egyik legnagyobb sikerű modellje. A 2CV jelölés a francia „két ló” kifejezésből származik („deux chevaux”) és a két adólóerőre utal.
Az első prototípus 1939-ben készült el. A gyártás 1948. október 7-től 1990. július 27-ig tartott.

## A TPV projekt
(„Très Petite Voiture” rövidítése, jelentése: nagyon kicsi autó)

### A kezdetek
1935. december 30-án Édouard Michelin – a gumigyár egyik megalapítója – a Citroën cég vezetésével fiát, Pierre Michelint bízta meg, helyetteséül pedig Pierre-Jules Boulangert nevezte ki. Volt egy ötlete, miszerint hozzanak létre egy olyan autót, ami a vidéki, alacsony jövedelmű emberek számára megfelelő lenne. Az első szempont az volt, hogy az anyavállalat növelje a tevékenységét Michelin abroncsok gyártása terén.
Ezek után készítenek egy felmérést a megcélzott közönségről, melyet kiküldenek több ezer példányban. Baker 
megírta a specifikációk pontos és drákói szabályait, amelyek meghatározzák a „POS” projektet („nagyon kis autó”). Két henger négy helyett. 50 kg-os poggyász szállítható legyen, elsőkerék-meghajtás (mint például a 11 és 15/Six), 60 km/h végsebesség, háromsebességes boxer motor, könnyű legyen a felfüggesztés. Rossz utakon is használható legyen, szántóföldön autózva egy kosár tojásnak nem szabad összetörnie. A fogyasztás csak 3 liter lehet 100 kilométeren, egy kezdő, vagy egy asszony is tudja vezetni, és az esztétikum fontos tényező. Az 1960-as évek nagyjából összefoglalják az általános szellemi igényeket, amit a megrendelő elvárt. Reklámszlogenje „négy kerék egy fedél alatt” volt.
Pierre Michelin 1937. december 29-én halálos autóbalesetet szenvedett, ezért a cég irányítását az akkor 50 éves Pierre Boulanger vette át. A kisautó elkészítése céljából összeállította a tervezők csapatát. André Lefebvre konstruktőr és Flaminio Bertoni karosszériatervező ötleteire joggal lehetett számítani, hiszen ők a Traction Avanttal már bizonyítottak. Jean Muratet foglalkozott a karosszériával, Maurice Sainturat a motorral, Alphonse Forceau a rugózással, fékekkel és az erőátvitellel. Flaminio Bertoni részt vesz jövőbeli projektek tervezésében: a TPV (Very Small Car) és VGD (Grande Diffusion-autó). Az első a 2CV, a második a DS lett. Boulanger tovább irányított, gyakran időzött a műhelyben, szorgalmasan figyelte a munkák állását, és minden prototípust saját maga próbált ki. Munkatársai nagyon jól tudták, hogy ha Boulanger egy kocsiba nem tudott kalapban beszállni, az a prototípus nem volt megfelelő.

### Ötletek és módszerek
Kis kocsihoz kis motor, ahhoz pedig minél kisebb súly illett, ezért a tervezésnél a repülőgépiparban használatos nagy szilárdságú, de könnyű anyagokkal dolgoztak. Az alvázhoz és a karosszériához duralumíniumot, a lengőkarokhoz pedig magnéziumot használtak. Az egy fényszórós megoldás pedig jelentős súly- és árcsökkentési céllal vezette a tervezőket. Ma már furcsának tűnik, de akkor még úgy gondolták, hogy ahhoz a sebességhez, amit ez a járgány produkálni képes, elegendő annyi fény is, no meg nem beszélve arról, hogy egy parasztszekéren még ennyi sincs, mégis azzal járnak a parasztok - ugyanis a megcélzott vásárlóközönség ők voltak.
A rugózásnál a Traction Avantnál bevált torziós rugókat alkalmazták, a motor pedig kéthengeres, vízhűtéses boxermotor volt, amelyen közvetlenül a főtengely végére szerelték a dinamót, és önindítója sem volt, hanem kurblival lehetett mozgásra kényszeríteni. Felmerült a manapság fűnyíróknál használatos berántó zsinóros megoldás is, de azt a nőkre való tekintettel elvetették. A sebességváltó akkor háromfokozatú volt. (Később is csak eggyel növekedett.) A látványosabb változást természetesen a karosszérián lehet követni, ami ma már igen meghökkentőnek tűnhet. A tervezők félthették találmányuk titkát, ezért az is előfordult, hogy az elkészített prototípust ál-karosszériával rejtették el a kíváncsi pillantások elől.

### A projekt felfüggesztése
A második világháború hajnalán, André Lefebvre által vezetett projektben az eredmény, hullámos fém és alumínium ötvözet, a két hengeres lapos 375 cm3 vízhűtéses motorral. 1939. augusztus 28-án a kacsa típusengedélyt is kapott az illetékes bányahatóságtól, aminek akkoriban ez is hatáskörébe tartozott. Körülbelül 250 példány el is készült, amikor kitört a második világháború. Nem volt más lehetőség, mint a terveket összecsomagolni, és biztonságos helyre szállítani. Az addig elkészült autókat 1 db kivételével megsemmisítették, mert nem akarták, hogy felfedezésükből bármi a megszálló németek kezére jusson. Legalábbis ez a hír járta mindaddig, amíg 1994-ben a cég normandiai Ferté-Vidame-ban lévő, farmnak "álcázott" 800 hektáros titkos kísérleti telepén, egy fészer padlásán elfalazva, szalmával letakarva meg nem találtak további három példányt. A háború ideje alatt a világ, de főként a németek szeme elől rejtve folytatták tovább a tervezést, kísérletezést.

## A 2CV születése
1941-ben Pierre Bercot - aki 1958-ban a cég elnöke lett, Boulanger kérésére új gazdasági számításokat végzett, ami elszomorító eredményeket mutatott. Ugyanis az akkor alkalmazott anyagok miatt 40%-kal drágább lenne a kocsi. Amit ugye a francia paraszt nem engedhet meg magának.
Mivel minden rossz véget ér egyszer, a háború is befejeződött 1945 volt, újult erővel folyt tovább a munka. Talán épp a háború alatti autózási tapasztalatok hozták meg azt a döntést, hogy a sérülékeny, problémás, elcsöpögős, felforrós vízhűtés helyett, léghűtésű legyen a motor. Nem lehetett ez olyan nagy ügy, hiszen Walter Becchia, a motormágus Lucien Girard segítségével - állítólag három nap(!) alatt át is alakította a motort. A szürke öltönyös, keménykalapos Boulanger hallani sem akart négysebességes váltóról, szakértői azonban ezt az ötletet már nem vetették el a kedvéért. Rafináltan betettek egy negyedik fokozatot, amit "gyorsító" fokozatnak neveztek el. Az 1950-60-as évjáratú kocsiknál a negyedik sebességet valóban csak a harmadikból lehetett kapcsolni, és visszaváltáskor is a harmadikba kellett visszaváltani, és így lehetett a megszokott módon, szabadon választani más fokozatokat. Ez a felfüggesztés, az egyik legnagyobb siker az autóipar történetében melyet néhány mérnök fejlesztett ki 1947-ben, nyolc év tárgyalás, és a hiba sorozatok után. (Ha Boulanger nem lett volna ennyire konzervatív, lehet, hogy a kacsák ma már öt sebességfokozattal futnának?!) De a karosszériáról se feledkezzünk el, amit Bertoni alaposan átvarázsolt, így a rugózás is megkapta mai fekvő tekercsrugó alakzatát. Nem volt sok idő a szöszmötölésre, hiszen a hazai konkurencia sem üldögélt közben tétlenül. Panhard-ék és Renault-ék háza táján is nagy volt a nyüzsgés. Renault 1946-ban a Párizsi Autószalonon be is mutatta, majd 1947-ben gyártani kezdte a farmotoros, 750 cm3-es, négyhengeres Renault 4CV-t. Boulanger akkor határozottan eldöntötte, hogy az 1948-as Párizsi Autószalonon mindenképpen be kell mutatni a 2CV-t.

### A hivatalos bemutató
El is érkezett 1948 októbere, a 35. Párizsi Autószalon ideje. Az autó kiállításra a legnagyobb titokban, vászonnal letakarva érkezett a három kocsi, s mindvégig letakarva is maradt, éjjel-nappal külön őrök vigyáztak, nehogy avatatlan személy (pláne a konkurencia) a lepel alá pillanthasson.
Az izgalom fokozódik, október 7-én délelőtt megnyitották az autószalont, a kocsikról pedig lerántották a leplet. Ahogy akkoriban szokás volt, a megnyitón jelen volt mindenki, aki csak számít, természetesen a köztársasági elnök, Vincent Auriol is, akinek Boulanger büszkén mutatta meg "gyermekét". Nem minden gyerek szép, de akkor is illik dicsérni. Auriol azonban csak kétkedőn pislogott, miközben egy-két "hmmm"-öt dünnyögött az orra alatt. Vegyes érzelmeihez a sajtó is csatlakozott, ami a kritikákból nyilvánvalóvá is vált. Charles Faroux, az akkori szaksajtó "guru"-ja úgy kommentálta, hogy: "A Citroën bemutatta egy kisautó makettjét ... azért makettet mondok, mert a kocsinak nincs motorja."
Volt motor vagy sem, ezt ma már képtelenség lenne megállapítani, mert a három kiállított autó motorházteteje zárva volt. Sőt, nyithatatlanná volt téve, így oda ember fia be nem kukkanthatott. Egyes források szerint nem volt önindító, mások csak ügyes reklámfogásnak tekintik. Jean Bonnet a "L'Equipe" október 9-i számában "Úgy gondoljuk, hogy ez a kocsi már elvesztette aktualitását" mondattal vélekedett a járműről. Dicséret vagy szidalom, de mindenképp reklám, ha valamiről sokat beszélnek, így a kiállítás látogatói sűrű és hosszú sorokban 3 órát állva kígyóztak, csak hogy láthassák, csak hogy beleülhessenek. A motor egy évig volt titokzatosság tárgya, 1949-ben már nyitott motorháztetővel fogadta "rajongóit". Gúnyneve: Esernyő négy keréken.

### Kezdetben lassú gyártás
A gyártást csak 1949-ben kezdték el a Levallois-i üzemben, 876 darabbal. Ez már akkor is kevés volt, az első meglepetésből, döbbenetből felocsúdott közönség pedig egyre hevesebben érdeklődött a kocsi iránt. 1950-ben már 6200 darab, a termelés lassan nő, 1961-ben már 232.551 darab. Összesen 5.114.961 darab készült hivatalosan, amelyekhez még közel 2 millió Dyane és Mehari társul.

### Technikai fejlődés

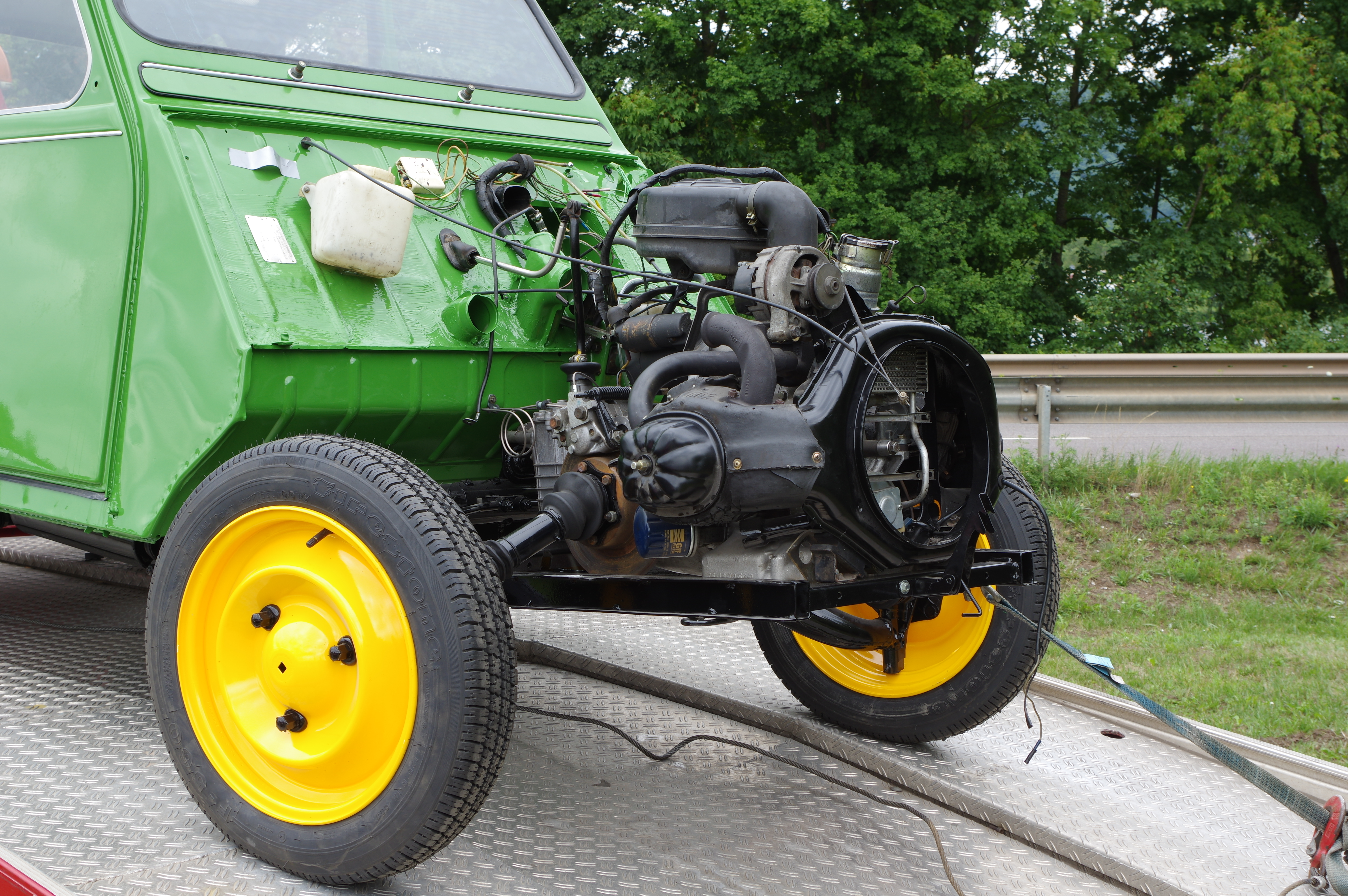
Az autó motorja

Az autó teteje az első szélvédőtől egészen a hátsó lökhárítóig vitorlavászonból készült, a csomagtartóba pedig úgy lehetett bejutni, ha ezt feltekerték. Az első járművek szürke színűek voltak és 65 km-t tettek meg óránként. 1951-ben már gyújtáskapcsolóval és ajtózárral is ellátták, két évvel később az ajtókat már nem hegesztették, hanem préselték és megnövelték a motorban a főtengely átmérőjét is.
1954-ben a 12 LE-s motorú kacsa már 70 km/órával robogott a közutakon és a hűtőrácsán viselt jelvénye körül eltűnik az ovális alakzat. Az ülések borítása állítólag Boulanger feleségének köszönhető, aki egy alkalommal - amikor férje büszkén mutogatta neki az „újszülöttet”, így szólt: „– Pierre, talán tehetnél belülre egy kis szövetet is!” A szófogadó férj pedig tett, ha takarékos módon is.
A kilométeróra akkor még külön egységként a szélvédő bal alsó sarkában lapult, az alatta lévő tekerőgomb elfordításával lehetett reteszelni az ablaktörlő szerkezetet. A műszerfal kis tábla volt, minek közepén egy ampermérő, mellette csupán egy-két kapcsoló árválkodott. Az önindító egy húzókar volt, ami egy bowden segítségével mechanikusan végezte mindazt; amit ma a behúzó mágnes. Gyakran előfordult, hogy egy-egy erőteljesebben bevett balkanyarnál a jobb hátsó ajtó – a többi közlekedő nem kis riadalmára –  elegánsan kinyílt, és békésen lengedezett.

## Fordítás
- Ez a szócikk részben vagy egészben  a   Citroën 2CV című angol Wikipédia-szócikk fordításán alapul.  Az eredeti cikk szerkesztőit annak laptörténete sorolja fel. Ez a jelzés csupán a megfogalmazás eredetét és a szerzői jogokat jelzi, nem szolgál a cikkben szereplő információk forrásmegjelöléseként.
- Ez a szócikk részben vagy egészben  a   Citroën 2CV című francia Wikipédia-szócikk fordításán alapul.  Az eredeti cikk szerkesztőit annak laptörténete sorolja fel. Ez a jelzés csupán a megfogalmazás eredetét és a szerzői jogokat jelzi, nem szolgál a cikkben szereplő információk forrásmegjelöléseként.

## Videó források
- Citroen 2CV Varázslatos tárgyak. YouTube
- Gigászok viadala - André Citroën és Louis Renault. YouTube
- The Tin Snail—Equinox Science Series, British Channel 4 Television. 1986. Ez a film eredetileg egy óra hosszú, és részletes információkat tartalmaz a 2CV tervezési és mérnöki munkáiról, valamint interjúk a még élő mérnökökkel. 1 rész, 2 rész, 3 rész, 4 rész, 5 rész, 6 rész. YouTube
- Citroën 2CV Sahara 4x4. YouTube, nézd meg az autót, egy rövid tesztvezetésben. Cseh nyelven, angol felirattal.
- 2CV Off-road legenda 2007, 1 rész, 2 rész. YouTube
- 2cv 4x4 vs land rover defender. YouTube
- TPVs bemutatása múzeumban. YouTube
- A TPV Michelin kisfilm. YouTube
- Citroën 2cv BBC riport 1996. YouTube
- A tetőtérben megtalált és kimentett 3 db TPV. YouTube
- Citroën 2CV gyártásának bemutatása, Portugália. YouTube
- CAD videómodell a 2CV motor működéséről. YouTube

## Külső hivatkozások
- Citroën Automobile Club Hungary
- Kacsa fórum
- Citroen 2CV startlap - linkgyűjtemény